# جواو غاسبار
جواو غاسبار (بالبرتغالية: João Marcelo Gaspar) هو دراج برازيلي، ولد في 19 فبراير 1992 في Sete Quedas ‏ في البرازيل.

## وصلات خارجية
- جواو غاسبار على موقع الاتحاد الدولي للدراجات (الإنجليزية)
- جواو غاسبار على موقع أرشيف الدراجات (الإنجليزية)
- جواو غاسبار على موقع إحصائيات الدراجات الإحترافية (الإنجليزية)
- جواو غاسبار على موقع نسبة الدراجات (الإنجليزية)